# Опахи
Опахите (Lampris) са род актиноптери, единственият в семейство Опахови (Lampridae).
Таксонът е описан за пръв път от Андерш Яхан Рециус през 1799 година.

## Видове
- Lampris australensis
- Lampris guttatus – Обикновен опах
- Lampris immaculatus
- Lampris incognitus
- Lampris lauta
- Lampris megalopsis